# 5e Infanteriedivisie (Verenigd Koninkrijk)

Insigne van het Britse 5e Infanteriedivisie

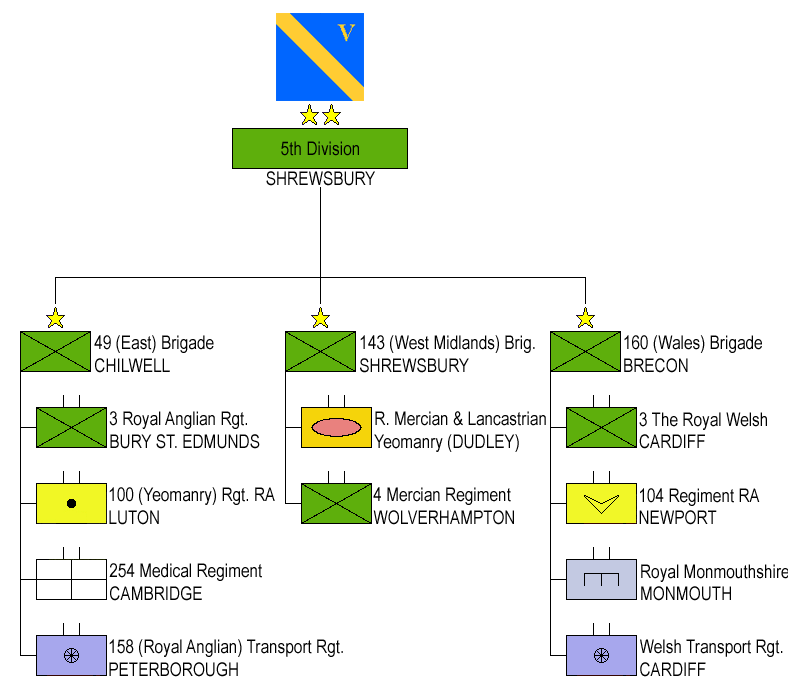
Divisiestructuur

De 5e Infanteriedivisie (Engels: 5th Infantry Division) is een Britse infanteriedivisie. De huidige divisie, een militair district dat Wales en de Midlands omvat, heeft zijn hoofdkwartier in de Engelse stad Shrewsbury.

## Geschiedenis
De 5e Infanteriedivisie was betrokken bij de napoleontische oorlogen, de Eerste Wereldoorlog en de Tweede Wereldoorlog.
De eenheid werd opgericht door Arthur Wellesley, hertog van Wellington. De divisie was betrokken bij verschillende gevechten tijdens de Spaanse Onafhankelijkheidsoorlog. De 5e Infanteriedivisie speelde een rol tijdens de Slag bij Quatre-Bras en de Slag bij Waterloo.
De 5e Infanteriedivisie kwam opnieuw in actie tijdens de Eerste Wereldoorlog. De divisie maakte deel uit van het British Expeditionary Force en diende aan het Westfront. De eenheid vocht onder andere betrokken bij de Slag bij Bergen, Eerste Slag om Ieper, Tweede Slag om Ieper, Slag aan de Somme en Derde Slag om Ieper.
In 1940, na het uitbreken van de Tweede Wereldoorlog, werd de 5e Infanteriedivisie als deel van et British Expeditionary Force naar Frankrijk gezonden. Na de evacuatie bij Duinkerke verbleef de infanteriedivisie twee jaar in Groot-Brittannië. In april 1942 namen de 13e Infanteriebrigade en de 17e Infanteriebrigade als deel van Force 121 deel aan Operatie Ironclad. In augustus 1942 werd de 5e Infanteriedivisie toegevoegd aan het Britse Tiende Leger. 
In juli 1943 kwam de 5e Infanteriedivisie als onderdeel van het Britse Achtste Leger tijdens de Landing op Sicilië opnieuw in actie. Daarna waren ze betrokken bij de Italiaanse Veldtocht. In de laatste maanden van de oorlog vocht de 5e Infanteriedivisie in Noordwest-Europa.
Op 16 april 1958 werd de 5e Infanteriedivisie hervormd en in februari 1971 werd de eenheid ontbonden. Vandaag de dag is de 5e Infanteriedivisie een administratief district van het  British Army.  